# Sklené, Turčianske Teplice
Sklené este o comună slovacă, aflată în districtul Turčianske Teplice din regiunea Žilina. Localitatea se află la altitudinea de 600 m deasupra n.m., se întinde pe o suprafață de 40,5 km2 și în 2017 număra 728 de locuitori. Se învecinează cu comuna Ráztočno.

## Istoric
Localitatea Sklené este atestată documentar din 1360.

## Demografie
| An:                | 1994 | 2004   | 2014   | 2024   |
| ------------------ | ---- | ------ | ------ | ------ |
| Număr de persoane: | 874  | 788    | 738    | 666    |
| Diferență:         |      | −9,83% | −6,34% | −9,75% |

| An:                | 2023 | 2024   |
| ------------------ | ---- | ------ |
| Număr de persoane: | 674  | 666    |
| Diferență:         |      | −1,18% |